# Liz Renay
Liz Renay, née Pearl Elizabeth Dobbins, le 14 avril 1926 à Chandler (Arizona) aux États-Unis, est une actrice, du cinéma américain, une écrivain, une peintre et une strip-teaseuse. Elle se fait connaître en gagnant un concours de ressemblance à Marilyn Monroe, ce qui lui permet de fuir son domicile. Durant la Seconde Guerre mondiale, elle est showgirl. Elle est la petite amie du gangster Mickey Cohen. Lors du procès de son petit ami, pour fraude fiscale, elle refuse de coopérer avec les autorités, et est condamnée, pour parjure, en 1959, et incarcérée 27 mois à la prison fédérale de Terminal Island. Durant son séjour, elle écrit sa première autobiographie, qui sera suivie d'autres ouvrages dont My first 2,000 men, en français : Mes premiers 2000 hommes. Elle déclare à Mme Renay du Phoenix New Times « Ce n'était pas vraiment 2000 hommes », « J'ai mené une vie sauvage. Mais 2000 ? Allons, c'est trop, même pour moi ». Elle se marie à sept reprises, divorçant 5 fois, devenue veuve à deux reprises. Elle meurt, à l'âge de 80 ans, le 22 janvier 2007 à Las Vegas,.

## Filmographie
La filmographie de Liz Renay, comprend les films suivants  :
- 2004 : Mark of the Astro-Zombies (Vidéo)
- 2000 : The Corpse Grinders 2 (Vidéo)
- 1998 : Dimension in Fear
- 1983 : Las Vegas Girls
- 1981 : Interlude of Lust
- 1981 : Lady Street Fighter (Vidéo)
- 1978 : Deep Roots
- 1977 : Desperate Living
- 1975 : Virgin Cowboy
- 1975 : Peeper
- 1975 : Marilyn and the Senator
- 1973 : Blackenstein
- 1972 : Auto-patrouille (série télévisée)
- 1972 : Tonite... I Love You
- 1971 : Refinements in Love
- 1970 : The Hard Road
- 1969 : Body Fever
- 1969 : The Divorcee
- 1969 : Lady Godiva Rides
- 1968 : A Time to Sing
- 1967 : Terreur au Km.
- 1965 : Day of the Nightmare
- 1965 : Deadwood '76
- 1964 : The Nasty Rabbit
- 1964 : The Thrill Killers
- 1959 : Date with Death
- 1958 : Les nus et les morts
- 1950 : Fureur sur la ville

## Source de la traduction
- (en) Cet article est partiellement ou en totalité issu de l’article de Wikipédia en anglais intitulé « Liz Renay » (voir la liste des auteurs).